# Добрань Андрій Дмитрович
Андрі́й Дми́трович Добрань (29 жовтня 1994 — 7 лютого 2015) — старший солдат Збройних сил України.

## Життєвий шлях
2010 року закінчив Гонорівську ЗОШ, 2013-го — Заболотнянське ВПТУ.
Проходив строкову військову службу в бригаді охорони Генштабу. Згодом в жовтні 2014-го після підписання контракту відбув в зону АТО, командир машини, 101-а окрема бригада охорони ГШ.
7 лютого 2015-го загинув під час обстрілу терористами з БМ-21 базового табору під Дебальцевим — осколки влучили у намет, де на той час знаходився Андрій; загинув іще один боєць.
Без Андрія лишились батьки.
Похований в селі Гонорівка.

## Нагороди та вшанування
За особисту мужність і героїзм, виявлені у захисті державного суверенітету та територіальної цілісності України, вірність військовій присязі під час російсько-української війни, відзначений — нагороджений
- орденом «За мужність» III ступеня (посмертно)
- 4 вересня 2015-го в Гонорівській ЗОШ відкрито пам'ятну дошку Андрію Добраню
- на честь загиблих Андрія Добраня і Сергія Кічмаренка в Студеній відкрито меморіальну дошку.